# Route nationale 581 (Belgique)
Pour les articles homonymes, voir Route nationale 581 (homonymie).
La route nationale 581 est une route nationale de Belgique de 2,8 kilomètres qui relie Marchienne-au-Pont à Dampremy

## Description du tracé

### Communes sur le parcours
- Région wallonne
  -  Province de Hainaut
    - Monceau-sur-Sambre
    - Dampremy